# Tom Hanel
Thomas W. "Tom" Hanel (* 1954/55 in Miles City, Montana) ist seit Januar 2010 Bürgermeister von Billings, der größten Stadt im US-Bundesstaat Montana.

## Leben
Hanel wurde in der Kleinstadt Miles City in Ost-Montana geboren und wuchs dort. Er zog 1973 nach Billings um am Eastern Montana College zu studieren. 1976 trat er der städtischen Polizei bei, wo er auf verschiedenen Posten, unter anderem 16 Jahre im SWAT-Team, seinen Dienst versah. 1996 verließ Tom Hanel im Alter von 41 Jahren die Polizei von Billings und zog mit seiner Frau Robin in dessen Heimatort Big Timber. Dort begann er als Immobilienmakler zu arbeiten und sich in der Kommunalpolitik seines neuen Wohnortes zu engagieren. Hanel wurde 1999 für zwei Jahre in den Gemeinderat von Big Timber gewählt, danach war er zwei Jahre lang Bürgermeister der 1.600-Seelen-Gemeinde.
Als seine nach Billings pendelnde Frau bei einem Verkehrsunfall verletzt wurde, entschloss sich Tom Hanel nach Billings zurückzukehren. 2009 bewarb er sich dort um das Bürgermeisteramt des nicht mehr antretenden Amtsinhabers Ron Tussing. Hanel gewann die Wahl im November mit 67,78 % der Stimmen und setzte sich somit deutlich gegen seinen Konkurrenten, dem Stadtrat Richard Clark, durch.